# Skjetten
Skjetten (eller Skjettenbyen) är en ort i Lillestrøms kommun i Akershus fylke i sydöstra Norge. Orten ligger vid fylkesväg 158 och fylkesväg 1530, vid sidan av Europaväg 6, nordväst om staden Lillestrøm. Den utgör en del av tätorten Oslo.
Tidigare har orten tillhört dåvarande Skedsmo kommun.